# Cnidosaco

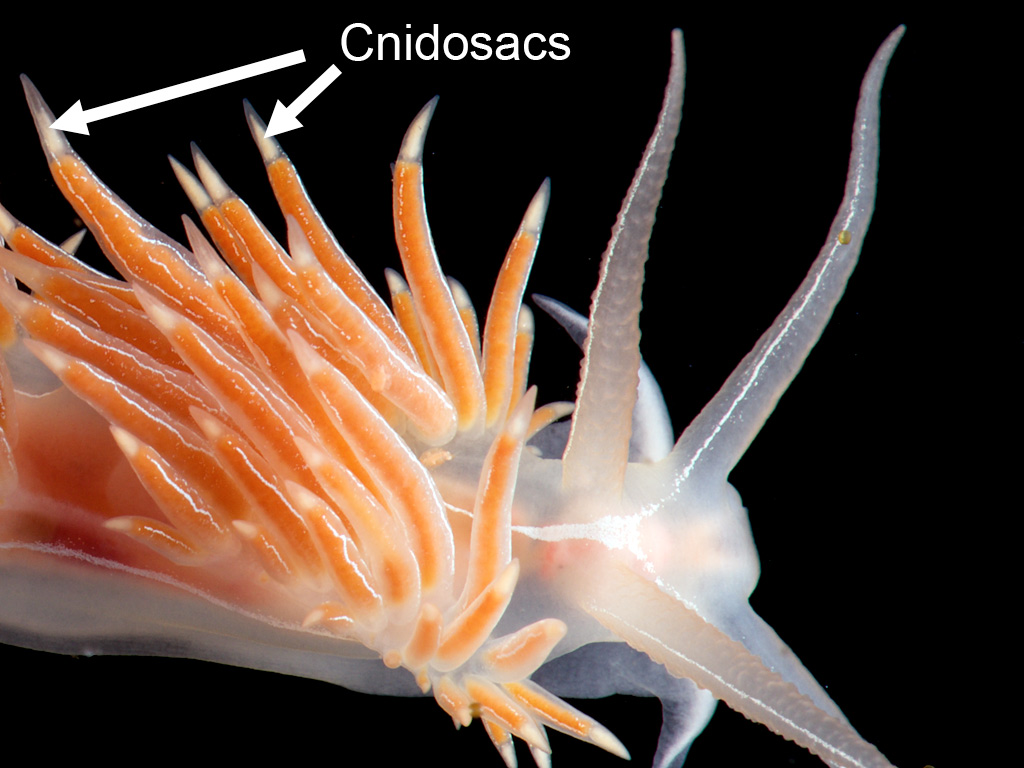
Detalhe do nudibrânquio eolídeo Flabellina aff. lineata mostrando os cnidosacos nas pontas das ceratas

Um cnidosaco é uma característica anatômica que é encontrada no grupo de lesmas do mar conhecidos como nudibrânquios eolídeos, um clado de moluscos gastrópodes opistobranqueados marinhos. Um cnidosaco contém cnidócitos, células urticantes que também são conhecidas como cnidoblastos ou nematocistos. Essas células pungentes não são feitas pelo nudibrânquio, mas pelas espécies de que ele se alimenta. No entanto, uma vez que o nudibrânquio está armado com essas células pungentes, elas são usadas em sua própria defesa.

## Descrição e funções
As lesmas do mar, dentro do clado dos nudibrânquios eolídeos, têm ceratas na sua superfície dorsal. Na ponta de cada cerata há um pequeno saco no qual os nematocistos (células urticantes) são armazenados. Esses nematocistos se originam nos cnidários (como anêmonas do mar, hidroides, águas-vivas, corais, sifonóforos, etc.) que são a fonte de alimento para nudibrânquios eolídeos.

## Exemplo
Glaucus atlanticus é um nudibrânquio eolídeo pelágico azul. Os indivíduos desta espécie podem ser perigosos para o manejo humano; os cnidosacos de G. atlanticus contêm frequentemente células venenosas de uma das suas espécies alimentares: o sifonóforo pelágico conhecido como caravela-portuguesa, Physalia physalis.